# Іванівський гідрологічний заказник (Житомирська область)
Іва́нівський зака́зник — гідрологічний заказник місцевого значення в Україні. Розташований на території Звягельського району Житомирської області, на північний схід від села Чижівка.

## Опис
Площа 57,1 га. Статус присвоєно згідно з рішенням XII сесії облради VI скликання від 22.11.2012 року № 718. Перебуває у віданні ДП «Новоград-Волинське ДЛМГ»; Новоград-Волинське лісництво, кв. 26, вид. 7 (площа 5,0 га), кв. 27, вид. 5 (площа 7,0 га), кв. 28, вид. 5 (площа 0,3 га), кв. 28, вид. 7 (площа 10 га), кв. 28, вид. 8 (площа 1,4 га), кв. 28, вид. 18 (площа 1,1 га); кв. 29, вид. 2 (площа 2,5 га), кв. 29, вид. 6 (площа 7,6 га), кв. 29, вид. 7 (площа 1,2 га), кв. 29, вид. 8 (площа 1,5 га), кв. 29, вид. 9 (площа 1,9 га), кв. 29, вид. 10 (площа 0,3 га), кв. 29, вид. 19 (площа 2,1 га); кв. 30, вид. 9 (площа 0,9 га), кв. 30, вид. 10 (площа 1,3 га), кв. 30, вид. 11 (площа 9,3 га), кв. 30, вид. 12 (площа 0,5 га), кв. 30, вид. 13 (площа 2,0 га), кв. 30, вид. 15 (площа 1,2 га).
Статус присвоєно для збереження заболоченої ділянки долини річки Радіч, розташованої серед лісового масиву, у деревостані якого переважають сосна, дуб, береза.